# Rotting Out
Rotting Out és un grup de hardcore punk estatunidenc de la comunitat de San Pedro de Los Angeles.

## Trajectòria
Rotting Out va crear-se el 2007 després de dissoldre's la seva banda anterior Dogpile. L'any següent va publicar el seu primer EP, This Is Just A Life, a través de World Won't Listen. El 2009, la banda va presentar el seu segon EP, Vandalized, amb 6131 Records.
El 2011, Rotting Out va publicar el seu primer àlbum amb el baixista Walter Delgado, a la veu, Street Prowl.
El 9 de març de 2015 es va publicar el seu tercer EP, Reckoning, amb Pure Noise Records. El grup va participar en el recopilatori Warped Tour 2015 Compilation, amb la cançó «Born».
El març de 2016, el vocalista Walter Delgado va ser arrestat a Ohio en possessió de 700 lliures de marihuana. Va començar la seva condemna de 18 mesos el 22 de juliol de 2016 i va ser excarcerat el 17 de novembre de 2017. El 2018, la banda va anunciar els seus primers concerts en gairebé tres anys, tocant als festivals Sound And Fury i This is Hardcore.

## Membres
Actuals
- Walter Delgado - guitarra (2007-2009), baix (2009-2010), veu (2010-2015, 2018-actualitat)
- Alfredo «Tank» Dario Pedrozo - guitarra (2010-2015, 2018-actualitat)
- Jorge Cabrera - bateria (2007-2015, 2018-actualitat)
- Carlos Morales - guitarra (2007-2015, 2018-actualitat)
- Benjamin «Benji» Ruiz - baix (2010-2015, 2018-actualitat)

Antics
- Michael Craigs - veu (2007-2010)
- Richard Reyes - baix (2007-2009)
- Eddie Gallegos - guitarra (2013-2015)

## Discografia

### Àlbums d'estudi
- Street Prowl (2011), 6131 Records
- The Wrong Way (2013), 6131 Records
- Ronin (2020), Pure Noise Records

### EP
- Demo '07 (2007), autoedició
- This Is Just A Life (2008), World Won't Listen
- Vandalized (2009), 6131 Records
- Reckoning (2015), Pure Noise Records